# تپه شامار (زحمانی)
تپه شامار (زحمانی) مربوط به سده‌های میانه ومتاخر دوران‌های تاریخی پس از اسلام است و در شهرستان صحنه، بخش دینور، روستای شامار واقع شده و این اثر در تاریخ ۱۸ خرداد ۱۳۸۴ با شمارهٔ ثبت ۱۱۸۵۸ به‌عنوان یکی از آثار ملی ایران به ثبت رسیده است.